# Llanfihangel Ystrad
Pour les articles homonymes, voir Llanfihangel.
Llanfihangel Ystrad est une communauté du Ceredigion, au pays de Galles.

## Géographie
Elle est située dans le sud-ouest du comté, entre les villes d'Aberaeron et Lampeter. Elle se compose des villages et hameaux de Cribyn (en), Dihewyd (en), Felinfach (cy), Temple Bar (cy) et Ystrad Aeron (en). Ce dernier abrite l'église Saint-Michel qui a donné son nom à la communauté.

## Démographie
Au recensement de 2011, la communauté de Llanfihangel Ystrad comptait 1 430 habitants.